# Apatelodes infesta
Apatelodes infesta is een vlinder uit de familie van de Apatelodidae. De wetenschappelijke naam van de soort is, als Zanola infesta, voor het eerst geldig gepubliceerd in 1922 door Paul Dognin.